# 日向旦
日向 旦（ひゅうが あきら、1955年 -）は、日本の小説家。大阪府出身。同志社大学法学部卒。
会社員をしながら執筆活動を続け、2005年に「篠宮裕介」名義で長編推理小説『六月の雪』が第15回鮎川哲也賞の佳作に選ばれる。2006年に『世紀末大（グラン）バザール 六月の雪』に改題の上東京創元社から出版されたが、その後の作品の発表はない。

## 刊行リスト
- 世紀末大バザール 六月の雪 （東京創元社、2006年6月）ISBN 978-4-488-02388-1 - 第15回鮎川哲也賞佳作